# Памятник И. А. Бунину (Орёл)
Памятник Ивану Алексеевичу Бунину — бронзовая скульптура русского писателя, лауреата Нобелевской премии по литературе И. А. Бунина, установленная в Орле, на Пролетарской (Левашовой) горе. Авторы — лауреат Государственной премии СССР и Государственной премии РСФСР им. И. Е. Репина В. М. Клыков, архитектор Р. И. Семерджиев.

## История
В 1894 году родители И. А. Бунина переехали из Воронежа в наследственное поместье на хуторе Бутырки Елецкого уезда Орловской губернии (ныне Липецкая область). Будущему писателю было всего три года. С этого времени его судьба надолго связана с Орловщиной и Орлом. В 1881—1886 годах он учился в Елецкой гимназии. В 1886—1889 годах жил в Озёрках Елецкого уезда, куда его семья переехала после продажи земли в Бутырках. Осенью 1889 года поселился в Орле и стал сотрудником «Орловского вестника». Здесь же, в Орле, вышла первая книга Бунина «Стихотворения» (1891). Критики считают, что пейзажная лирика этих лет, а также ряд написанных позднее прозаических произведений наполнены впечатлениями от орловской земли. В 1892 году писатель уехал из Орла в Одессу.. Имя И. А. Бунина увековечено в Орле неоднократно. Здесь работает музей писателя, в котором собрана уникальная бунинская коллекция. Имя Бунина носит Орловская областная научная универсальная публичная библиотека. В 1992 году перед зданием библиотеки открыт бюст знаменитого земляка (скульптор О. А. Уваров). Идея установить памятник работы В. М. Клыкова появилась в период подготовки празднования 125-летия И. А. Бунина. Памятник был открыт при большом стечении горожан в октябре 1995 года.

## Описание
Памятник выполнен в традициях русского монументального искусства. Бронзовая фигура писателя установлена на бронзовом постаменте. Бунин изображен во весь рост. Его руки скрещены в локтях, а светлый и доброжелательный взгляд устремлён вдаль. У ног писателя — бронзовый венок. На постаменте начертано: «Бунину Ивану Алексеевичу».